# Zethus discoelioides
Zethus discoelioides är en stekelart som beskrevs av Henri Saussure 1852. Zethus discoelioides ingår i släktet Zethus och familjen Eumenidae. Inga underarter finns listade i Catalogue of Life.